# شیگکو اوچیدا
شیگکو اوچیدا (انگلیسی: Shungicu Uchida؛ زادهٔ ۷ اوت ۱۹۵۹) بازیگر، رمان‌نویس، خواننده، مانگاکا و مقاله‌نویس ژاپنی است. او در ناگاساکی، استان ناگاساکی، ژاپن زاده شد. از فیلم‌هایی که وی در آن نقش داشته‌است، می‌توان به ویزیتور کیو اشاره کرد.